# Dictyochrysa fulva
Dictyochrysa fulva är en insektsart som beskrevs av Peter Esben-Petersen 1917. 
Dictyochrysa fulva ingår i släktet Dictyochrysa och familjen guldögonsländor. Inga underarter finns listade i Catalogue of Life.